# 汤姆·塞格夫
汤姆·塞格夫（1945年3月1日—）是一位以色列历史学家，新歷史派的代表人物，毕业于耶路撒冷希伯来大学和波士顿大学，主要作品有《为了国家，不惜一切：本-古里安传》（A State at Any Cost: The Life of David Ben-Gurion）、《一个完整的巴勒斯坦：英国委任统治时期的犹太人与阿拉伯人》（One Palestine, Complete: Jews and Arabs Under the British Mandate）等。